# Font del Canyó
La Font del Canyó és una font situada al terme municipal d'Anglès, comarca de la Selva (Girona). Està situada a 161 msnm, actualment integrada dins de la trama urbana de la vila.